# Bobkingite
La bobkingite è un minerale.

## Etimologia
Il nome è in onore del docente di mineralogia inglese Robert King (1923-  ).